# Yann de L'Écotais
 (juin 2024).
Si vous disposez d'ouvrages ou d'articles de référence ou si vous connaissez des sites web de qualité traitant du thème abordé ici, merci de compléter l'article en donnant les références utiles à sa vérifiabilité et en les liant à la section « Notes et références ».
Yann de L'Écotais est un journaliste et écrivain français né à Marseille le 14 novembre 1940 et mort à Neuilly-sur-Seine le 24 octobre 2008. 

## Biographie
Il est diplômé de l’ESSEC. Entré à l’AFP en 1963, il en devient le correspondant pour l’Europe à Bruxelles en 1965. En 1973, il passe au quotidien Le Figaro où il est nommé, en 1975,  chef du service économique et social. En 1977, il  devient rédacteur en chef de Radio Monte-Carlo, avant de rejoindre en 1978 L'Express au poste de directeur de la rédaction de 1987 à 1994. Il s'était tourné depuis lors vers une activité plus nettement littéraire, écrivant des essais et des romans. 
Il décéde le 24 octobre 2008 des suites d'un cancer pulmonaire.

## Ouvrages

### Essais économiques et politiques
- L’Europe sabotée, 1975
- Naissance d’une nation, 1990
- L’Urgence : le chômage n’est pas une fatalité, 1993
- La Seccotine est irremplaçable, 1999
- Car nous vivrons toujours ensemble, 2008 aux éditions Écriture.
- L'Europe racontée en famille, écrit en collaboration avec sa fille Muriel. (Plon) 2008

### Romans
- Les Herbes de Provence, 1996.
- Dernière chance, 1998.
- Gène de la violence, 1998.
- Mortelles Cliniques, 1999.
- Le Vieux port, tome 1, 2000.
- Le Vieux port, tome 2 : Notre Dame de la Garde, 2000.
- Le Vieux port, tome 3 : Avenue du Prado, 2000.
- Politique rouge sang, 2002
- Les mémoires de Porthos, 2006